# Espartaco (nombre)
Espartaco es un nombre propio masculino. Procede del latín Spartacus, y éste del griego Σπάρταϰος (Spártakos), una ciudad de Tracia, de donde era originario el famoso Espartaco, esclavo tracio que, según fuentes romanas, dirigió la rebelión más importante contra la República Romana en suelo itálico (conocida como tercera guerra servil, Guerra de los Esclavos o Guerra de los Gladiadores), hecho ocurrido entre los años 73 a. C. y 71 a. C.

## Santoral
22 de diciembre: San Espartaco.

## Variantes en otros idiomas
| Variantes en otras lenguas | Variantes en otras lenguas |
| -------------------------- | -------------------------- |
| Español                    | Espartaco                  |
| Alemán                     | Spartacus                  |
| Búlgaro                    | Спартак (Spartak)          |
| Catalán                    | Espàrtac                   |
| Checo                      | Spartakus                  |
| Croata                     | Spartak                    |
| Danés                      | Spartacus                  |
| Finlandés                  | Spartacus                  |
| Francés                    | Spartacus                  |
| Georgiano                  | სპარტაკი (Spartaki)        |
| Griego                     | Σπάρταϰος (Spártakos)      |
| Holandés                   | Spartacus                  |
| Húngaro                    | Spartacus                  |
| Inglés                     | Spartacus                  |
| Italiano                   | Spartaco                   |
| Latín                      | Spartacus                  |
| Letón                      | Spartaks                   |
| Lituano                    | Spartakas                  |
| Noruego                    | Spartakus                  |
| Polaco                     | Spartakus                  |
| Portugués                  | Espártaco                  |
| Rumano                     | Spartacus                  |
| Ruso                       | Спартак (Spartak)          |
| Sueco                      | Spartacus                  |
| Turco                      | Spartaküs                  |